# Crénarchéol

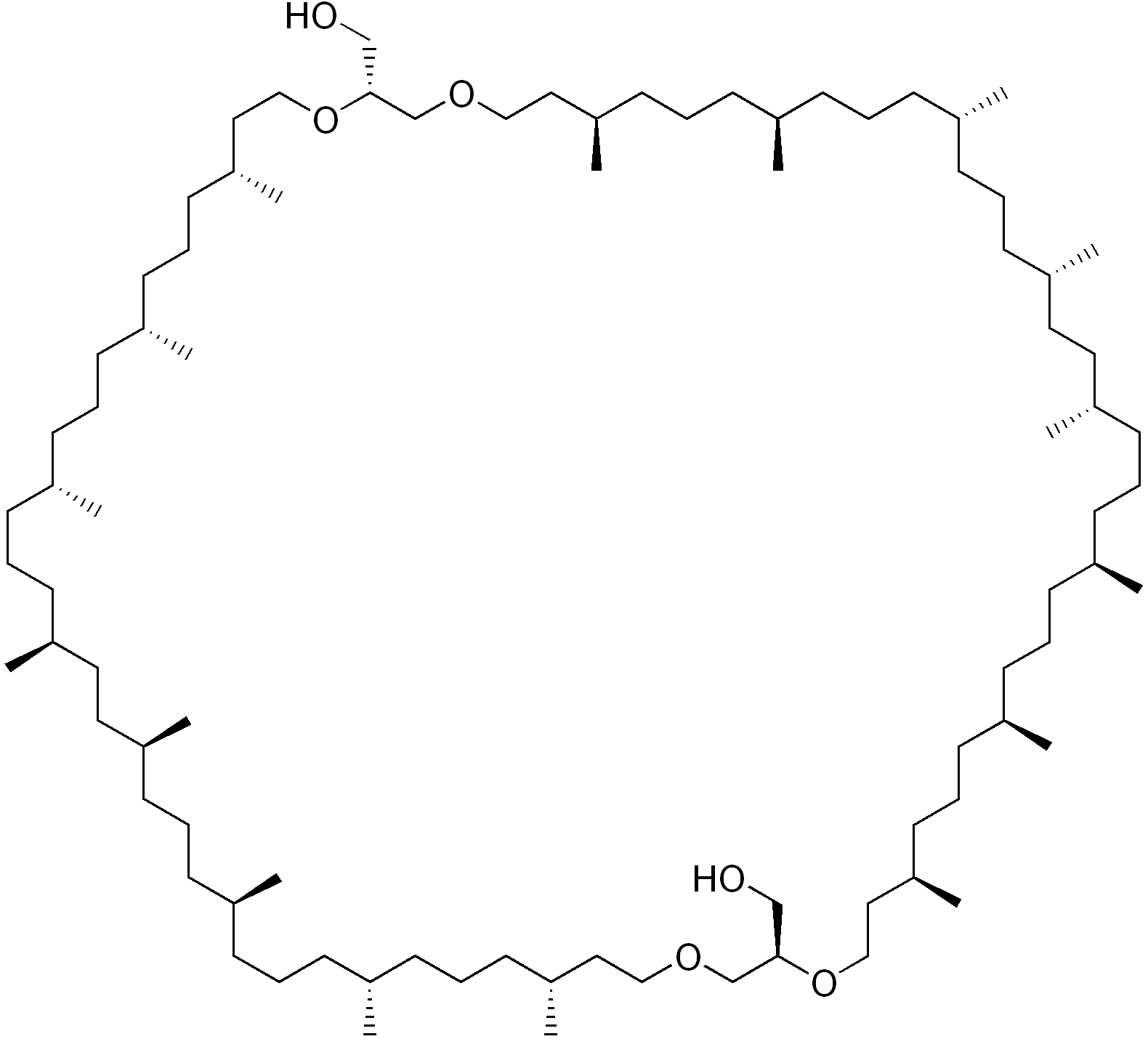
Structure du caldarchéol, constitué de deux chaînes biphytanyle.

Le crénarchéol est un étherlipide présent dans la membrane plasmique de nombreuses archées thermophiles, notamment des archées oxydant l'ammoniac au sein de l'embranchement (phylum) des Crenarchaeota, d'où le nom de ce composé. La molécule forme un tétraéther macrocyclique dérivé du caldarchéol dont les deux chaînes tétraterpénoïdes sont modifiées pour comporter en tout quatre cycles cyclopentane et un cycle cyclohexane. Cette molécule traverse la membrane de part en part et peut s'auto-assembler en monocouche lipidique thermiquement plus stable qu'une bicouche lipidique constituée d'archéol.
La présence de ces cycles permet de prévenir la cristallisation de la membrane des archées thermophiles soumises à des températures plus basses que leur biotope naturel, de sorte que leur membrane demeure suffisamment fluide pour assurer ses fonctions biologiques normales.